# Комиссия кнессета по поддержке статуса женщины
Комиссия кнессета по поддержке статуса женщины (ивр. ועדה לקידום מעמד האישה‎ — Ваад лекидум мамад ха-иша) — орган кнессета, занимающийся обсуждением законопроектов, способствующих достижению равноправия между полами.

## Информация о комиссии
Согласно информации размещённой на сайте кнессета, данная комиссия занимается продвижением статуса женщин с целью достижения полного равноправия в образовании и личном статусе, а также предотвращением дискриминации на основании половой принадлежности или сексуальной ориентации во всех областях; сокращением неравенства в экономике и на рынке труда; борьбой с насилием против женщин.
Комиссия была создана в ноябре 1992 года, в каденцию кнессета 13-го созыва. Председателями комиссии были в основном женщины, единственный мужчина занимавший данный пост — Гидеон Саар. Депутат Яэль Даян занимала этот пост три раза.
Члены комиссии на (22 февраля 2012 года): Ципи Хотовели (председатель), Даниэль Бен-Симон, Дани Данон, Нисим Зеэв, Ханин Зоаби, Орит Зуарец, Анастасия Михаэли, Шломо Мола, Амир Перец и Нахман Шай.
Действует подкомиссия по борьбе с торговлей женщинами, председатель — Орит Зуарец.

## Председатели комиссии
- Номи Блюменталь (кнессет 13-го созыва)
- Яэль Даян (кнессет 13-го созыва)
- Лимор Ливнат (кнессет 13-го созыва)
- Яэль Даян (кнессет 14-го созыва)
- Марина Солодкина (кнессет 14-го созыва)
- Яэль Даян (кнессет 15-го созыва)
- Инбаль Гавриэли (кнессет 16-го созыва)
- Гила Гамлиэль (кнессет 16-го созыва)
- Эти Ливни (кнессет 16-го созыва)
- Гидеон Саар (кнессет 17-го созыва)
- Лия Шемтов (кнессет 17-го созыва)
- Ципи Хотовели (кнессет 18-го созыва)
- Ализа Лави (кнессет 19-го созыва)